# هواپیمایی سلطنتی مراکش اکسپرس

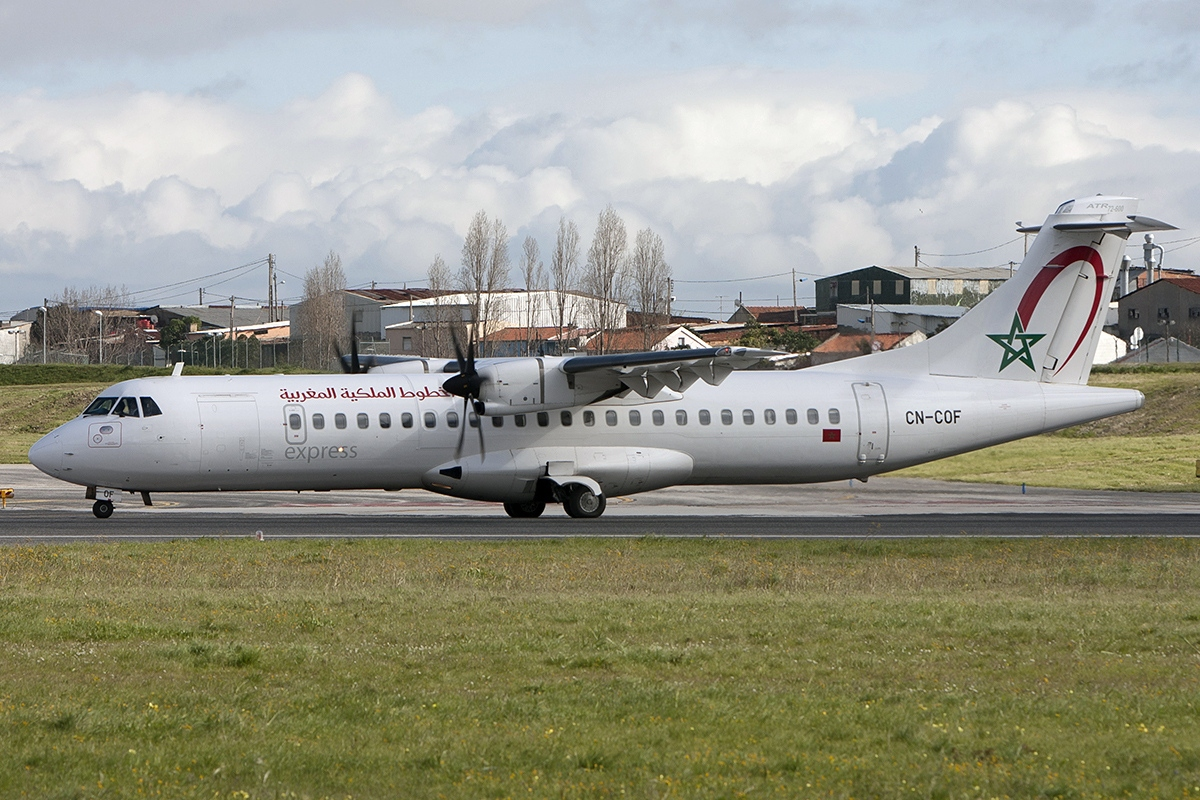
هواپیمایی سلطنتی مراکش اکسپرس در لیسبن

هواپیمایی سلطنتی مراکش اکسپرس (انگلیسی: Royal Air Maroc Express) شرکت هواپیمایی مراکشی است، که در سال ۲۰۰۹ توسط شرکت هواپیمایی پادشاهی مراکش تأسیس شد.